# بوکوم
بوکوم (به آلمانی: Bockum) یک منطقهٔ مسکونی در آلمان است که در کرفلد واقع شده‌است. بوکوم ۲۱٬۹۰۳ نفر جمعیت دارد.